# MLS Cup de 1999
MLS Cup '99, foi a final da quarta edição da Major League Soccer, disputada entre Los Angeles Galaxy e D.C. United. O jogo foi disputado no Foxboro Stadium, em Foxborough, Massachusetts em 21 de novembro de 1999. D.C. United venceu o Los Angeles Galaxy por 2-0, vencendo a MLS Cup pela terceira vez em quatro anos. Ben Olsen foi nomeado o melhor jogador da partida.
Por terem sido os dois melhores times da competição, o D.C. United e o Los Angeles Galaxy ganharam uma vaga para a Copa dos Campeões da CONCACAF de 2000.

## Caminho até a final
| Pos | Clube               | J  | V  | VSH | D  | GP | GC | SG  | Pts |
| --- | ------------------- | -- | -- | --- | -- | -- | -- | --- | --- |
| 1   | Los Angeles Galaxy  | 32 | 17 | 3   | 12 | 49 | 29 | +20 | 54  |
| 2   | Dallas Burn         | 32 | 16 | 3   | 13 | 54 | 35 | +19 | 51  |
| 3   | Chicago Fire        | 32 | 15 | 3   | 14 | 51 | 36 | +15 | 48  |
| 4   | Colorado Rapids     | 32 | 14 | 6   | 12 | 38 | 39 | -1  | 48  |
| 5   | San Jose Clash      | 32 | 9  | 10  | 13 | 48 | 49 | -1  | 37  |
| 6   | Kansas City Wizards | 32 | 6  | 2   | 24 | 33 | 53 | -20 | 20  |

| Pos | Clube                          | J  | V  | VSH | D  | GP | GC | SG  | Pts |
| --- | ------------------------------ | -- | -- | --- | -- | -- | -- | --- | --- |
| 1   | D.C. United                    | 32 | 17 | 6   | 9  | 65 | 43 | +22 | 57  |
| 2   | Columbus Crew                  | 32 | 13 | 6   | 13 | 48 | 39 | +9  | 45  |
| 3   | Tampa Bay Mutiny               | 32 | 9  | 5   | 18 | 51 | 50 | +1  | 32  |
| 4   | Miami Fusion                   | 32 | 9  | 5   | 19 | 42 | 59 | -17 | 29  |
| 5   | New England Revolution         | 32 | 7  | 5   | 20 | 38 | 53 | -15 | 26  |
| 6   | New York/New Jersey MetroStars | 32 | 4  | 3   | 25 | 32 | 64 | -32 | 15  |

## Partida
Após sete minutos do início da partida, o zagueiro do Los Angeles Galaxy Robin Fraser fraturou a cravícula esquerda. A lesão foi agravada quando Fraser disputou com Roy Lassiter uma bola na lateral do campo. Após o jogo Fraser argumentou que ele havia sido derrubado quando Lassiter o empurrou por trás, embora nenhuma falta foi marcada. Faser foi substituído por Steve Jolley, o que levou o Galaxy a mudar para uma linha defensiva de três homens com Paul Caligiuri posicionado como Líbero.
Apesar de não ser amplamente divulgado na época, Fraser estava usando uma proteção durante toda a temporada devido a problemas no ombro. A proteção restringiu a movimentação de seu ombro e o impediu de responder rapidamente à colisão com Lassiter. Ao invés de se preparar para a queda com o braço, a maioria do impacto foi sustentado pelo seu ombro, o que levou à fratura da clavícula. O impacto da substituição no time do Galaxy ainda é discutido.
Doze minutos depois de Fraser deixar o campo Jaime Moreno deu ao United a vantagem de 1-0.
Durante os quatro minutos de acréscimo adicionado pelo árbitro Tim Weyland ao primeiro tempo, o D.C. United ampliou sua vantagem de 1-0 quando Ben Olsen "roubou" a bola e marcou. O goleiro do ano da MLS, Kevin Hartman não tinha conseguiu dar um passe para Steve Jolley. Embora Hartman tivesse conseguido escapar da pressão de Roy Lassiter, a pressão de Jaime Moreno forçu Hartman a tentar um passe para Paul Caligiuri, no lado esquerdo do campo. Hartman não atingiu a bola com a força necessária, que foi para Olsen. Com um único toque, Olsen chutou a de fora da área, marcando o segundo gol do United.
O Galaxy não conseguiu ser eficiente no ataque. Isso foi parcialmente atribuído a Richie Williams, volante do United, que marcou o craque do Galaxy Mauricio Cienfuegos. Isto ficou refletido no fato de que o goleiro do United, Tom Presthus, foi forçado a fazer apenas uma defesa durante o jogo.

## Detalhes
| 21 de novembro | Los Angeles Galaxy | 0 – 2  | D.C. United             | Foxboro Stadium, Foxborough          |
| 20:30          |                    | Report | 19' Moreno · 45+' Olsen | Público: 44 910 Árbitro: Tim Weyland |

| Los Angeles Galaxy | D.C. United |

| LOS ANGELES GALAXY: |    |                     |                 |
|                     |    |                     |                 |
| G                   | 1  | Kevin Hartman       |                 |
| LE                  | 2  | Ezra Hendrickson    |                 |
| Z                   | 3  | Paul Caligiuri      |                 |
| Z                   | 4  | Robin Fraser        | Substituído     |
| LD                  | 5  | Greg Vanney (c)     |                 |
| V                   | 6  | Danny Pena          | Substituído     |
| V                   | 8  | Clint Mathis        |                 |
| MA                  | 11 | Mauricio Cienfuegos |                 |
| MA                  | 10 | Roy Myers           |                 |
| SA                  | 7  | Cobi Jones          |                 |
| CA                  | 9  | Carlos Hermosillo   |                 |
| Substitutos:        |    |                     |                 |
| MC                  | 17 | Steve Jolley        | Entrou em campo |
| MC                  | 23 | Zak Ibsen           | Entrou em campo |
| Técnico:            |    |                     |                 |
| Siegfried Schmid    |    |                     |                 |

| D.C. UNITED:  |    |                  |                 |
|               |    |                  |                 |
| G             | 1  | Tom Presthus     |                 |
| LE            | 3  | Carey Talley     |                 |
| Z             | 23 | Eddie Pope       |                 |
| Z             | 18 | Carlos Llamosa   | Substituído     |
| LD            | 12 | Jeff Agoos (c)   |                 |
| V             | 14 | Ben Olsen        |                 |
| V             | 16 | Richie Williams  |                 |
| MA            | 10 | Marco Etcheverry |                 |
| MA            | 20 | John Maessner    |                 |
| AT            | 9  | Jaime Moreno     |                 |
| AT            | 15 | Roy Lassiter     | Substituído     |
| Substitutos:  |    |                  |                 |
| MC            | 4  | Diego Soñora     | Entrou em campo |
| MC            | 5  | Geoff Aunger     | Entrou em campo |
| Técnico:      |    |                  |                 |
| Thomas Rongen |    |                  |                 |

Melhor em Campo:
Ben Olsen (D.C. United)

## Premiação
| MLS Cup 1999                    |
| ------------------------------- |
| D.C. United Campeão (3º título) |

## Pós-Jogo
Durante a cerimônia de premiação o palco quase caiu quando os jogadores do D.C. United subiram. Depois de saudar os torcedores, os jogadores do D.C. United comemoraram a vitória com charutos e champanhe no vestiário com amigos e familiares.
Depois de participar de todas as quatro MLS Cup na história da liga, tendo uma única derrota em 1998 para o Chicago Fire, era de consenso que o D.C. United havia estabelecido uma dinastia. Após o jogo Cobi Jones afirmou que:
| “ | É, obviamente, uma dinastia. É decepcionante para nós, mas é ótimo para eles. Eles estão mostrando que eles são uma força dominante na MLS. | ” |

Jornalistas questionaram o Comissário da MLS Don Garber para saber se o domínio do D.C. United estava prejudicando a liga. A questão foi notável desde o campeonato que foi projetado desde o seu início para criar a paridade entre as equipes através de um sistema em que os investidores pagariam uma participação no campeonato como um todo. Garber respondeu declarando:
| “ | Eu acho que é ótimo ter uma equipe dominante. Haverá equipes tentando bate-los durante todo o ano. | ” |

D.C. United foi homenageado pelo seu terceiro campeonato da MLS em 14 de dezembro com um desfile de 10 blocos pelo centro de Washington. Após seu terceiro título da MLS Cup em quatro anos, o clube entrou em um pequeno declínio, não conseguindo se classificar para os playoffs durante as três temporadas seguintes. O United não se classificaram para os playoffs novamente até 2003, e só voltaria a ganhar em 2004.